# 불가사의 던전
《불가사의 던전》(일본어: 不思議のダンジョン)은 스파이크 춘소프트가 발매하는 로그류 롤플레잉 비디오 게임 시리즈이다. 《드래곤 퀘스트》 제작자인 나카무라 코이치가 동료의 《로그》를 플레이한 소감을 듣고 영감을 받아 제작됐으며 1993년 슈퍼 패미컴으로 발매된 《토르네코의 대모험》으로 시작됐다.
본 시리즈에서 파생된 시리즈로 《떠돌이 시렌》, 《초코보의 불가사의 던전》 《포켓몬 불가사의 던전》 등이 있다.

## 게임
| 1993      | 토르네코의 대모험: 불가사의 던전                          |
| 1994      |                                                           |
| 1995      | 불가사의 던전 2: 떠돌이 시렌                              |
| 1996      | BS 풍래의 시렌                                            |
| 1996      | 불가사의 던전 떠돌이 시렌 GB: 달빛마을의 괴물             |
| 1997      | 초코보의 불가사의 던전                                    |
| 1998      | 초코보의 불가사의 던전 2                                  |
| 1999      | 드래곤 퀘스트 캐릭터즈 토르네코의 대모험 2: 불가사의 던전 |
| 2000      | 불가사의 던전 떠돌이 시렌 2: 오니 습격! 시렌성!           |
| 2001      | 불가사의 던전 떠돌이 시렌 GB2: 사막의 마성                |
| 2002      | 드래곤 퀘스트 캐릭터즈 토르네코의 대모험 3: 불가사의 던전 |
| 2002      | 불가사의 던전 떠돌이 시렌 외전: 여검사 아스카 등장!       |
| 2003      |                                                           |
| 2004      | 더 나이트메어 오브 드루아가: 불가사의 던전                |
| 2005      | 포켓몬 불가사의 던전 파랑·빨강 구조대                     |
| 2006      | 드래곤 퀘스트: 소년 얀가스와 불가사의 던전                |
| 2007      | 포켓몬 불가사의 던전 시간·어둠의 탐험대                   |
| 2007      | 초코보의 불가사의 던전: 잊힌 시간의 미궁                  |
| 2008      | 떠돌이 시렌 3                                             |
| 2009      | 포켓몬 불가사의 던전 하늘의 탐험대                        |
| 2009      | 모험단                                                    |
| 2010      | 떠돌이 시렌 4                                             |
| 2010      | 떠돌이 시렌 5                                             |
| 2011      |                                                           |
| 2012      | 포켓몬 불가사의 던전 마그나게이트와 무한대 미궁           |
| 2013–2014 |                                                           |
| 2015      | 세계수와 불가사의 던전                                    |
| 2015      | 불가사의 크로니클                                         |
| 2015      | 포켓몬 초 불가사의 던전                                   |
| 2016      |                                                           |
| 2017      | 세계수와 불가사의 던전 2                                  |
| 2018      |                                                           |
| 2019      | 초코보의 불가사의 던전 에브리 버디!                       |
| 2020      | 포켓몬 불가사의 던전 구조대 DX                            |

《불가사의 던전》 시리즈 게임들 거의 전부가 제목에 '불가사의 던전'를 달고 있지만, 이 중 《떠돌이 시렌》만이 춘소프트의 독자적인 등장인물들을 조명하며 그 외 게임들은 다른 비디오 게임 프랜차이즈에 기반한다. 시리즈 첫 번째 게임 《토르네코의 대모험: 불가사의 던전》의 주인공은 《드래곤 퀘스트 IV》에 등장한 행상인 토르네코이며, 그 외 《포켓몬스터》, 《드루아가의 탑》, 《파이널 판타지》같은 시리즈에 기반한 작품들이 발매됐다.

## 개발
《불가사의 던전》은 춘소프트의 창업자이자 《드래곤 퀘스트》 시리즈의 제작자인 나카무라 코이치가 회사 최초의 고유 IP로서 개발을 주도했다.

## 음악
시리즈 대부분이 크로스오버 작품지만, 《떠돌이 시렌》과 《드래곤 퀘스트》 게임들의 사운드트랙 대다수는 하야토 마츠오와 스기야마 고이치가 맡았다. 그 외 《세계수의 미궁》 게임은 고시로 유조, 《포켓몬스터》 게임은 이이요시 아라타와 이토 케이스케가 참가했다.

## 반응
《떠돌이 시렌》 시리즈의 경우 본토 일본과 전세계에서 고루 호평을 받았다. 패미통에서는 《떠돌이 시렌 2》에 40점 만점에 36점, 《떠돌이 시렌 GB2: 사막의 마성》에 40점 만점에 38점을 매겼다. 《불가사의 던전》 시리즈 전체에서 유지되는 절차 생성으로 이뤄진 임의적인 스테이지 구성은 찬사와 혹평을 동시에 받는 복합적인 요소이다.

### 실적
2021년 시준으로 시리즈 총 판매량은 2391만 장으로, 판매량 대부분은 《포켓몬 불가사의 던전》 시리즈에서 발생했다.

### 내용주
1. ↑  Torneko's Great Adventure series:
  - Torneko's Great Adventure: Mystery Dungeon: 800,000[9]
  - World of Dragon Warrior: Torneko: The Last Hope: 759,251
    - Torneko: The Last Hope: 578,227 (Japan)[10]
    - Torneko's Great Adventure 2 Advance: 181,024[11]

  - Dragon Quest Characters: Torneko's Great Adventure 3: Mystery Dungeon: 653,796
    - Torneko's Great Adventure 3: 513,796[12]
    - Torneko's Great Adventure 3 Advance: 140,000[13]

Other:
  - Dragon Quest: Young Yangus and the Mysterious Dungeon: 340,000[14]
2. ↑  Shiren the Wanderer series:
  - Mystery Dungeon: Shiren the Wanderer: 524,591
    - Mystery Dungeon 2: Shiren the Wanderer: 229,539[15]
    - Shiren the Wanderer DS: 195,052 (Japan)[16]
    - Shiren the Wanderer (iOS/Android): 100,000[17]

  - Shiren the Wanderer GB: Moonlight-Village Monster: 103,238[15]
  - Shiren the Wanderer 2: Oni Invasion! Shiren Castle!: 283,991[18]
  - Shiren the Wanderer: Magic Castle of the Desert: 275,877
    - Shiren the Wanderer GB2: 172,578[18]
    - Shiren the Wanderer DS2: 103,299[19]

  - Shiren the Wanderer Side Story: Swordswoman Asuka Arrives!: 50,750[11]
  - Shiren Monsters: Netsal: 25,274[20]
  - Shiren the Wanderer 3: The Sleeping Princess and the Karakuri Mansion: 139,091
    - Shiren the Wanderer 3: 107,718 (Japan)[19]
    - Shiren the Wanderer 3 Portable: 31,373[21]

  - Shiren the Wanderer 4: The Eye of God and the Devil's Navel: 114,030
    - Shiren the Wanderer 4: 96,002[22]
    - Shiren the Wanderer 4 Plus: 18,028[23]

  - Shiren the Wanderer: The Tower of Fortune and the Dice of Fate: 177,152
    - Shiren the Wanderer 5 + Chunsoft Selection: 81,710[22][23]
    - Shiren the Wanderer 5 Plus: 95,442
      - PlayStation Vita: 25,848 (Japan)[24]
      - Nintendo Switch: 19,594 (Japan)[25]
      - Steam: 50,000[26]
3. ↑  Chocobo's Mystery Dungeon series:
  - Chocobo's Mysterious Dungeon: 1.34 million
    - Chocobo's Mysterious Dungeon: 1.17 million[27]
    - Chocobo's Mysterious Dungeon for WonderSwan: 175,678[10]

  - Chocobo's Dungeon 2: 592,730 (Japan)[10]
  - Chocobo's Dungeon 3: 314,721
    - Final Fantasy Fables: Chocobo's Dungeon: 170,423
      - Japan sales: 100,423[28]
      - US sales: 70,000[29]

    - Cid and Chocobo's Mysterious Dungeon: Labyrinth of Forgotten Time DS+: 74,054[30]
    - Chocobo's Mystery Dungeon Every Buddy!: 70,244
      - Nintendo Switch: 39,273 (Japan)[31]
      - PlayStation 4: 30,971 (Japan)[31]
4. ↑  Pokémon Mystery Dungeon series:
  - Pokémon Mystery Dungeon: Red and Blue Rescue Team: 5.85 million
    - Red Rescue Team: 2.36 million[32]
    - Blue Rescue Team: 3.49 million[32]

  - Pokémon Mystery Dungeon: Explorers of Time and Darkness and Explorers of Sky: 6.37 million
    - Explorers of Time and Darkness: 4.88 million[32]
    - Explorers of Sky: 1.49 million[32]

  - Pokémon Mystery Dungeon: Gates to Infinity: 1.38 million[33]
    - Japan sales: 468,000[34]
    - US sales: 298,000[35]

  - Pokémon Super Mystery Dungeon: 1.66 million[33]
  - Pokémon Mystery Dungeon: Rescue Team DX: 1.89 million[36]
5. ↑  Etrian Mystery Dungeon series:
  - Etrian Mystery Dungeon: 90,696 (Japan)[37]
  - Etrian Mystery Dungeon 2: 38,653[38]

Individual series:
  - The Nightmare of Druaga: Fushigi no Dungeon: 67,295 (Japan)[20]
  - Mystery Chronicle: One Way Heroics:  65,059
    - PlayStation Vita: 10,059
      - Japan sales: 5,059[37]
      - US Sales: 5,000[39]

    - PlayStation 4: 5,000 (North America)[39]
    - Steam: 50,000[40]
6. ↑  Mystery Dungeon series:
  - Dragon Quest Mystery Dungeon series: 2.55 million[n 1]
  - Shiren the Wanderer series: 1.69 million[n 2]
  - Chocobo's Mystery Dungeon series: 2.25 million[n 3]
  - Pokémon Mystery Dungeon series: 17.15 million[n 4]
  - Smaller and individual series: 0.26 million[n 5]

### 참조주
1. ↑  Parish, Jeremy (2012년 8월 6일). “Koichi Nakamura Interview: On the Birth of the Console RPG”. 1UP.com. 2014년 3월 16일에 원본 문서에서 보존된 문서. 2013년 4월 4일에 확인함.
2. ↑  カワチ ライター (2020년 12월 1일). “『不思議のダンジョン2 風来のシレン』発売25周年。『トルネコの大冒険』から進化したシステムや一新された和風の世界観が人気に【今日は何の日？】”. 《Famitsu》 (일본어). 2021년 3월 18일에 확인함.
3. ↑  “チュンソフト、DS「風来のシレン5」発売日決定”. 《Game Watch》 (일본어). 2009년 9월 22일. 2021년 3월 18일에 확인함.
4. ↑  “『世界樹と不思議のダンジョン』古代祐三氏がアレンジした楽曲"桜ノ立橋"が先行公開【動画あり】”. 《Famitsu》 (일본어). 2015년 3월 3일. 2021년 3월 18일에 확인함.
5. ↑  “インタビュー（飯吉 新）”. 《D-MAC Records》 (일본어). 2007년 3월 5일에 원본 문서에서 보존된 문서. 2020년 11월 2일에 확인함.
6. ↑  “【GBC20周年企画(1)】覚えてる？ ゲームボーイカラーのトリビア20連発！(2/2)”. 《Famitsu》 (일본어). Enterbrain. 2018년 10월 21일. 2쪽. 2018년 10월 21일에 확인함.
7. ↑  Spencer (2009년 12월 10일). “An Analysis Of Top Tier Famitsu Review Scores This Decade”. Siliconera. 2011년 8월 5일에 원본 문서에서 보존된 문서. 2013년 4월 4일에 확인함.
8. ↑  Jack DeVries (2010년 2월 9일). “Shiren the Wanderer Review”. IGN. 2017년 8월 9일에 원본 문서에서 보존된 문서. 2013년 4월 4일에 확인함.
9. ↑  “【シリーズ実績】ドラゴンクエスト（本編・スピンオフ・番外編ほか）” (일본어). gameyam.com. 2013년 2월 7일. 2020년 9월 21일에 원본 문서에서 보존된 문서. 2020년 8월 20일에 확인함.
10. 1 2 3  “1999年テレビゲームソフト売り上げTOP300”. 《Geimin.net》 (일본어). 2016년 10월 24일에 원본 문서에서 보존된 문서. 2020년 8월 20일에 확인함.
11. 1 2  “2002年テレビゲームソフト売り上げTOP300”. 《Geimin.net》 (일본어). 2016년 10월 24일에 원본 문서에서 보존된 문서. 2020년 8월 20일에 확인함.
12. ↑  “Sony PS2 Japanese Ranking”. 《Japan-GameCharts.com》. 2008년 12월 16일에 원본 문서에서 보존된 문서. 2020년 9월 4일에 확인함.
13. ↑  “FY2004 First Half Results Analyst Meeting” (PDF). 《Square Enix》. Square Enix Co., Ltd. 2004년 11월 19일. 6쪽. 2020년 8월 23일에 확인함.
14. ↑  “FY2006 First-Half Period ResultsBriefing Session” (PDF). 《Square Enix》. Square Enix Co., Ltd. 2006년 11월 20일. 6쪽. 2020년 8월 23일에 확인함.
15. 1 2  “風来のシレン5が売れなかった理由を考える” (일본어). 2020년 8월 21일에 확인함.
16. ↑  “2007年テレビゲームソフト売り上げTOP500（ファミ通版）”. 《Geimin.net》 (일본어). 2016년 10월 24일에 원본 문서에서 보존된 문서. 2020년 8월 21일에 확인함.
17. ↑  “スパイク・チュンソフト、スマホゲーム版『不思議のダンジョン 風来のシレン』の販売数10万本突破を発表！2週間限定で価格が980円となる記念セールを本日9月17日(木)より実施！” (일본어). AppMajin. 2020년 9월 17일에 확인함.
18. 1 2  “2001年テレビゲームソフト売り上げTOP300”. 《Geimin.net》 (일본어). 2016년 10월 24일에 원본 문서에서 보존된 문서. 2020년 8월 20일에 확인함.
19. 1 2  “2009年テレビゲームソフト売り上げTOP1000（メディアクリエイト版）”. 《Geimin.net》 (일본어). 2016년 10월 24일에 원본 문서에서 보존된 문서. 2020년 8월 20일에 확인함.
20. 1 2  “2004年テレビゲームソフト売り上げTOP500”. 《Geimin.net》 (일본어). 2016년 10월 24일에 원본 문서에서 보존된 문서. 2020년 8월 20일에 확인함.
21. ↑  “2010年テレビゲームソフト売り上げTOP1000（ファミ通版）”. 《Geimin.net》 (일본어). 2016년 10월 24일에 원본 문서에서 보존된 문서. 2020년 8월 21일에 확인함.
22. 1 2  “2011年テレビゲームソフト売り上げTOP1000（メディアクリエイト版）”. 《Geimin.net》 (일본어). 2016년 10월 24일에 원본 문서에서 보존된 문서. 2020년 8월 20일에 확인함.
23. 1 2  “2012年テレビゲームソフト売り上げTOP1000（メディアクリエイト版）”. 《Geimin.net》 (일본어). 2016년 10월 24일에 원본 문서에서 보존된 문서. 2020년 8월 20일에 확인함.
24. ↑  “「ポポロクロイス牧場物語」4万6000本，「デビル メイ クライ 4 スペシャルエディション」3万5000本の「ゲームソフト週間販売ランキング＋」”. 《Media Create Co., Ltd》 (일본어). 4gamer. 2015년 6월 24일. 2020년 9월 19일에 확인함.
25. ↑  “ゲーム販売本数ランキング” (일본어). Famitsu. 2020년 12월 14일에 원본 문서에서 보존된 문서. 2020년 12월 18일에 확인함.
26. ↑  “Shiren the Wanderer: The Tower of Fortune and the Dice of Fate”. 《Steam Spy》. 2020년 12월 31일에 확인함.
27. ↑  “1998年テレビゲームソフト売り上げTOP100”. 《Geimin.net》 (일본어). 2016년 10월 24일에 원본 문서에서 보존된 문서. 2020년 8월 20일에 확인함.
28. ↑  “2008年テレビゲームソフト売り上げTOP500（メディアクリエイト版）”. 《Geimin.net》 (일본어). 2016년 10월 24일에 원본 문서에서 보존된 문서. 2020년 8월 20일에 확인함.
29. ↑  “Results Briefing Session: The First-Half of the Fiscal Year ending March 31, 2009” (PDF). 《Square Enix》. Square Enix Holdings Co., Ltd. 2008년 11월 7일. 7쪽. 2008년 11월 16일에 원본 문서 (PDF)에서 보존된 문서. 2008년 12월 26일에 확인함.
30. ↑  “2009年テレビゲームソフト売り上げTOP1000（ファミ通版）”. 《Geimin.net》 (일본어). 2016년 10월 24일에 원본 문서에서 보존된 문서. 2020년 8월 22일에 확인함.
31. 1 2  “ゲーム販売本数ランキング（PS4、Switch、3DS）” (일본어). Famitsu. 2019년 5월 4일에 원본 문서에서 보존된 문서. 2020년 8월 24일에 확인함.
32. 1 2 3 4  《2015CESAゲーム白書 (2015 CESA Games White Papers)》. Computer Entertainment Supplier's Association. 2015년 7월 27일. ISBN 978-4-902346-32-9.
33. 1 2  《2021CESAゲーム白書 (2021 CESA Games White Papers)》. Computer Entertainment Supplier's Association. 2021. ISBN 978-4-902346-43-5.
34. ↑  “【週間ソフト販売ランキング TOP50】3DS『ポケモン超不思議のダンジョン』が初登場1位を獲得（9月14～20日）” (일본어). Dengeki Online. 2015년 9월 25일. 2020년 8월 23일에 확인함.
35. ↑  Makuch, Eddie (2013년 9월 12일). “Pikmin 3 US sales reach 115,000 units”. 《GameSpot》. CBS Interactive. 2013년 10월 4일에 확인함.
36. ↑  《2022CESAゲーム白書 (2022 CESA Games White Papers)》. Computer Entertainment Supplier's Association. 2022. ISBN 978-4-902346-45-9.
37. 1 2  “2015年テレビゲームソフト売り上げランキング（ファミ通版）”. 《Geimin.net》 (일본어). 2016년 10월 24일에 원본 문서에서 보존된 문서. 2020년 8월 20일에 확인함.
38. ↑  “「「ウイニングイレブン 2018」合計7万7000本。「メトロイド サムスリターンズ」「アンチャーテッド 古代神の秘宝」もランクインの「週間販売ランキング＋」”. 《Media Create Co., Ltd》 (일본어). 4gamer. 2017년 9월 20일. 2020년 8월 21일에 확인함.
39. 1 2  Lada, Jenni (2016년 8월 22일). “Mystery Chronicle: One Way Heroics Receiving A Limited Run Games Release”. Siliconera. 2020년 8월 23일에 확인함.
40. ↑  “Mystery Chronicle: One Way Heroics”. 《Steam Spy》. 2022년 2월 4일에 확인함.